# Roland LAPC-I
De Roland LAPC-I is een 8-bits geluidskaart voor IBM-compatibele computers die in 1989 door Roland Corporation op de markt werd gebracht. De kaart neemt de volle lengte van een ISA-bus in. De Roland LAPC-I combineert de geluidsgenerator van de MT-32-compatibele Roland CM-32L met de PC-naar-MIDI-interface van de Roland MPU-401 (MIDI Processing Unit). De Roland LAPC-I was indertijd het luxepaard onder de geluidskaarten voor AT- en XT-personal computers. De Roland LAPC-I voorzag in tegenstelling tot de meer gangbare Sound Blaster- en Adlib-geluidskaarten, in een zeer hoge kwaliteit van de muziekweergave. De Roland LAPC-I was evenwel niet voorzien van een chip om geluidsfragmenten af te spelen.

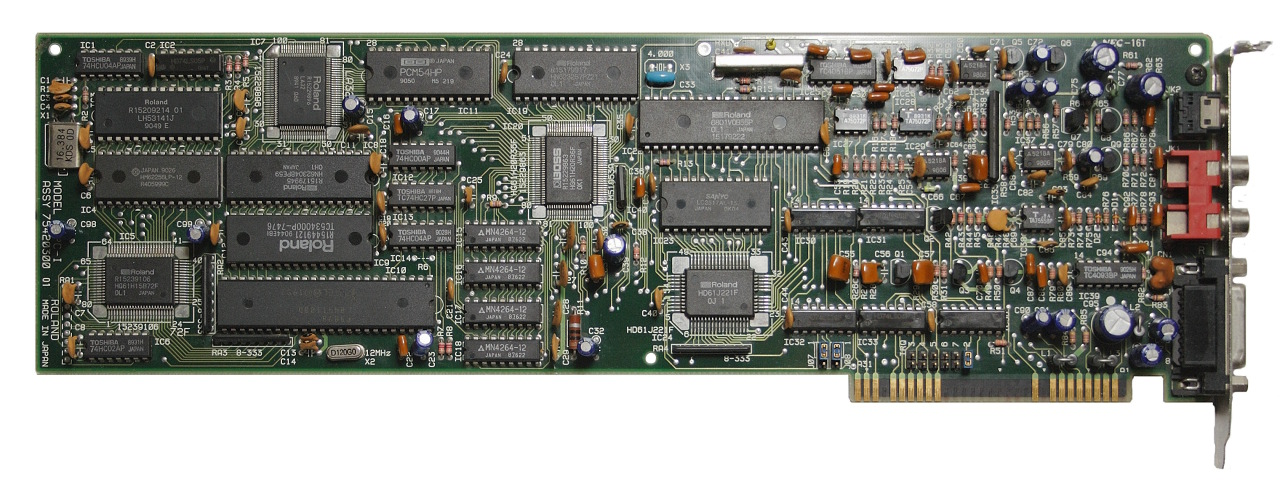
Roland LAPC-I

De Roland LAPC-I kan worden aangesloten op MIDI-apparatuur middels de Roland MCB-1-module. De LAPC-I had grotendeels de voorganger MPU-401 geïntegreerd op de printplaat.
De Roland LAPC-I wordt veelvuldig vermeld als de LAPC-1. Dit is echter onjuist. De printplaat en verpakking vermelden duidelijk LAPC-I. Vermoedelijk werd met I, IBM aangeduid en werd met N, NEC Corporation aangeduid.

## Roland LAPC-N
De Roland LAPC-N is identiek aan de LAPC-I maar is conform specificaties van NEC Corporation-computersystemen ontworpen.
De Roland LAPC-N kan worden aangesloten op MIDI-apparatuur middels de Roland MCB-2-module.

## IBM Music Feature Card
Yamaha bracht in dezelfde periode een soortgelijke kaart op de markt, gebaseerd op de Yamaha FB-01 module (tegenhanger van de Roland MT-32). Deze kaart werd echter door IBM verkocht als IBM Music Feature Card. Deze kaart werd met name aan musici verkocht en niet in de algemene markt. Vrij weinig spellen (met name vroege Sierra Online spellen zoals King's Quest IV) ondersteunen deze kaart (en de FB-01).